# Peresichne
Peresichne (en ucraniano: Пересічне; en ruso: Пересечное, romanizado: Peresechnoye) es un pueblo ucraniano perteneciente al óblast de Járkov. Situado en el noreste del país, es parte del raión de Járkov y del municipio (hromada) de Solonitsivka.

## Toponimia
Entre 1958 y el 16 de abril de 2013, el nombre oficial del lugar era Peresichna (en ucraniano: Пересічна; en ruso: Пересечная).

## Geografía
Peresichne se encuentra a orillas del río Udi, 23 km al suroeste de Derjachí y 22 km al oeste de Járkov.  

## Historia
Peresichne fue fundada en 1650 y fue centro del vólost de Peresechnaya en el uyezd de Járkov de la gobernación de Járkov, Imperio ruso.
Durante el Holodomor (1932-1933), el número de víctimas registradas fue de 350 personas. En 1938 se le asignó el estatus de asentamiento de tipo urbano.
El pueblo fue ocupado por tropas alemanas durante la Segunda Guerra Mundial a finales de octubre de 1941, hasta que el Ejército Rojo recuperó el asentamiento el 20 de agosto de 1943.
Hasta el 18 de julio de 2020, Peresichne pertenecía al raión de Derjachí. El raión fue abolido en julio de 2020 como parte de la reforma administrativa de Ucrania, que redujo el número de raiones del óblast de Járkov a siete. El área del raión se incluyó en el raión de Járkov.En 2023, Peresichne perdió el estatus de asentamiento de tipo urbano en la legislación ucraniana debido a la eliminación de este estatus administrativo.

## Demografía
La evolución de la población de Peresichne entre 1864 y 2022 fue la siguiente:
| 1875                                                          | 5400 | 8034 | 7176 | 7118 | 6990 | 6922 |
| (Fuente: Cities & Towns of Ukraine y UKRAINE: Größere Städte) |      |      |      |      |      |      |

Según el censo de 2001, la lengua materna de la mayoría de los habitantes, el 93,95%, es el ucraniano; y del 5,44%, el ruso.

## Infraestructura

### Transporte
El asentamiento tiene acceso por carretera a Járkov y Bojodújiv. Peresichne tiene tres estaciones de tren (Peresichne, 224 km, y Kurortna), todas están situados en la línea ferroviaria que conecta Járkov y Zolóchiv.